# 矢吹寿子
矢吹 寿子（やぶき としこ、1931年〈昭和6年〉1月7日 - 1990年〈平成2年〉10月12日）は、日本の女優。本名は城所 寿子。神奈川県出身。

## 経歴
文学座で主に脇役として活動する。1952年『娼婦マヤ』で初舞台を踏んで以来、『欲望という名の電車』『女の一生』『ウエストサイドワルツ』などの舞台で味のある演技を見せた。1990年新橋演舞場公演『華岡青洲の妻』の於勝の演技で菊田一夫演劇賞を受賞する。同年8月『女の一生』の高松公演の際に脳内出血で倒れ、10月12日に亡くなった。享年59。杉村春子と出演が多かった。

## 主な出演作品

### 映画
- 暗夜行路（1959年）
- 放浪記（1962年）
- 女の歴史（1963年）
- 暁の合唱（1963年）
- 乱れる（1964年）
- にっぽんぱらだいす（1964年）
- ちんころ海女っこ（1965年）
- 秘録おんな蔵 (1968年)
- 龍の子太郎（1979年）
- 君は裸足の神を見たか（1986年）

### テレビドラマ
- 風流紙芝居丹前（1961年、NHK）
- 孤独の賭け（1963年、NET）
- 百日紅の花（1967年、HTV）
- 水色の季節（1968年、NTV）
- 徳川おんな絵巻 第23話「年上の佳人」・第24話「白昼の逃亡」（1971年、KTV）
- パパと呼ばないで 第35話「とんだ情操教育」（1973年、NTV/ユニオン映画） - 洋子
- 後妻の泣きどころ（1973年6月30日） - けい
- 赤い衝撃（1976年、TBS）
- ゆうひが丘の総理大臣 第29話「初体験も楽じゃない!」（1978年、NTV）
- パパの結婚（1978年、NTV）
- 太陽にほえろ! 第371話「愛するもののために」（1979年、NTV）
- 気になる天使たち（1981年、CX/東宝）
- 火曜サスペンス劇場・球形の荒野（1981年、NTV/三船プロダクション）
- ザ・サスペンス・お師匠さんは名探偵 (1) 三味線殺人事件（1983年、TBS）
- 土曜ワイド劇場・女医の死亡診断書（1985年、ANB）

### 舞台
- 娼婦マヤ
- 欲望という名の電車
- 女の一生
- ウエストサイドワルツ
- 復讐するは我にあり
- 乱―かな女覚え書―
- 華岡青洲の妻